# Neoheterospilus insularis
Neoheterospilus insularis är en stekelart som beskrevs av Sergey A. Belokobylskij 2006. Neoheterospilus insularis ingår i släktet Neoheterospilus och familjen bracksteklar. Inga underarter finns listade i Catalogue of Life.